# Тарногруд (гмина)
Тарногруд (пол. Tarnogród) — гмина (волость) в Польше, входит как административная единица в Билгорайский повет, Люблинское воеводство. Административный центр — город Тарногруд. Население — 6839 человек (на 2006 год). В составе гмины находятся деревни Воля-Ружанецка, Ружанец, Люхув-Гурны и другие.

## Соседние гмины

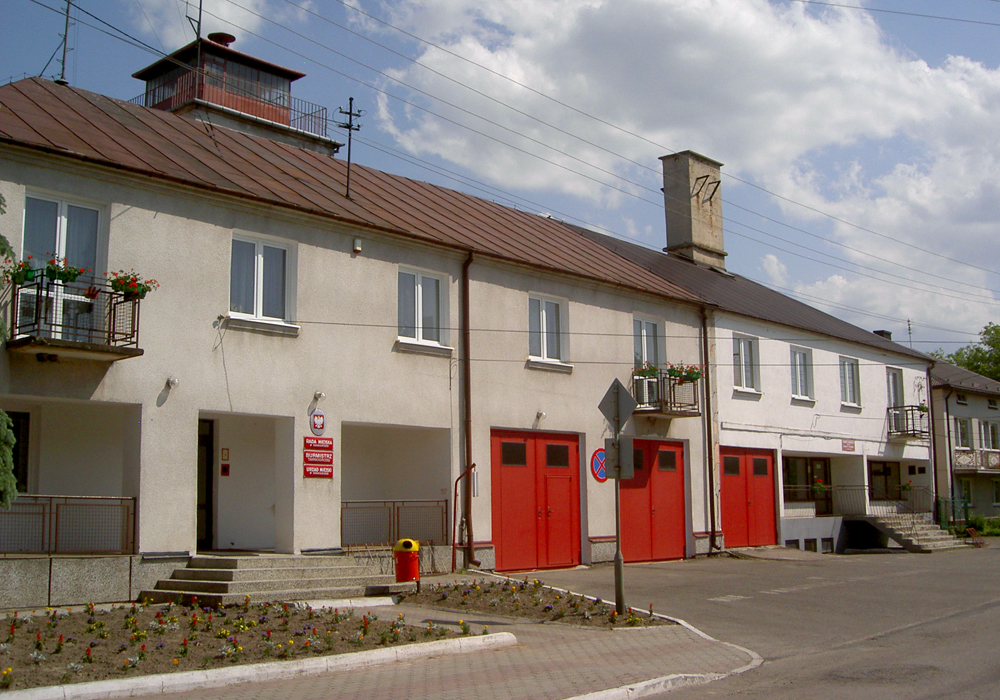
Гмина Тарногруд

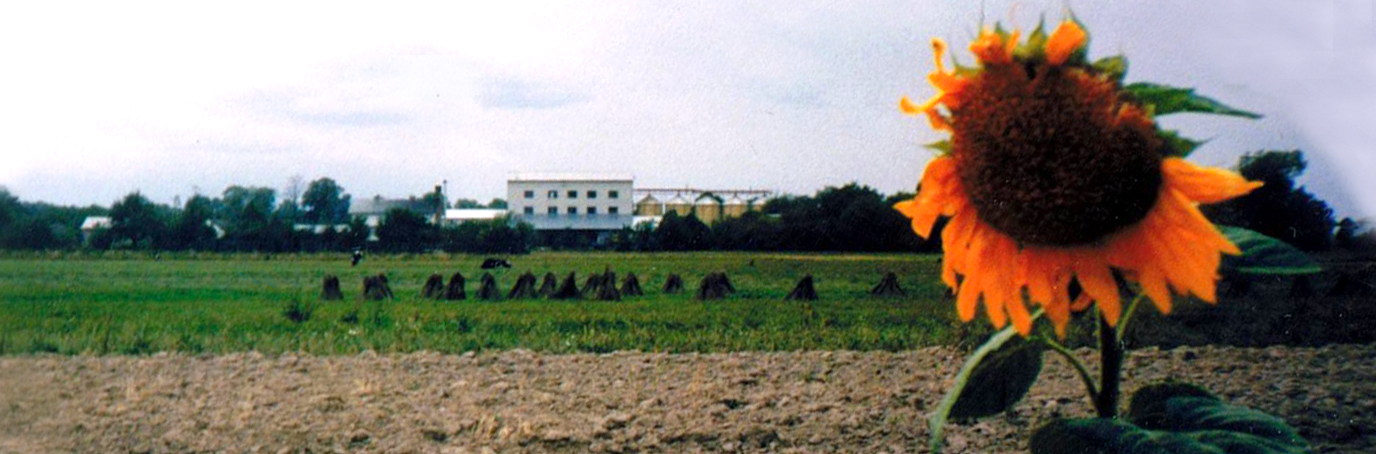
Гмина Тарногруд

1. Гмина Адамувка
2. Гмина Бища
3. Гмина Ксенжполь
4. Гмина Курылувка
5. Гмина Лукова
6. Гмина Обша
7. Гмина Стары-Дзикув
8. Гмина Адамувка

## Населённые пункты
- Ружанец